# Pentazocin
Pentazocin je vrsta psihotropne tvari. Uvršten je u Hrvatskoj na temelju Zakona o suzbijanju zlouporabe droga na Popis droga, psihotropnih tvari i biljaka iz kojih se može dobiti droga te tvari koje se mogu uporabiti za izradu droga, pod Popis droga i biljaka iz kojih se može dobiti droga, pod 2. Popis psihotropnih tvari i biljaka, Odjeljak 3 - Psihotropne tvari sukladno Popisu 3. Konvencije UN-a o psihotropnim tvarima iz 1971. godine. Kemijsko ime je (2R*,6R*,11R*)-1,2,3,4,5,6-heksahidro-6,11-dimetil-3-(3-metil-2-butenil)-2,6-metano-3-benzazocin-8-ol.